# Botding
Das Botding, Bodthing oder Botting (gebotenes Gericht) war ein periodisches Gericht oder Thing im mittelalterlichen Friesland sowie in Holland und Nordwestdeutschland. Botding und Fimelthing (Nachgericht) werden im westfriesischen Schulzenrecht des 12. Jahrhunderts erwähnt.

## Zuständigkeit
Das Botding wurde jedes vierte Jahr abgehalten und stand unter dem Vorsitz des Grafen oder dessen Stattvertreter. Sachen die hier nicht verhandelt wurden, hat man nachträglich im sogenannten Fimelthing abgehandelt. Wer an beide teilgenommen hatte, brauchte des Königs Banngewalt binnen Jahresfrist nicht zu folgen. Das Fimelthing gab es so weit bekannt nur in Westfriesland, die Belege für Botdinge stammen aus einem weiteren Kreis vom Niederrhein über Westfalen und Stade bis nach Brandenburg und Sachsen.
In Nordwestdeutschland stand das Botding oder gebotenen Ding im Gegensatz zum gewöhnlichen (ungebotenen) Grafengericht oder Goding. Das Botding, das als das höchste Gericht (iudicium supremum) galt, wurde bei Bedarf einberufen und erforderte die Ladung der Dinggenossen.

## Erstbelege
„Eine Rechtsverhandlung, der gewöhlich bodthing genannt wird“, wird am Beginn des 12. Jahrhunderts in den Registern der Grafschaft Holland erwähnt. Andere Schreibweisen waren budinc, buding, būding, bûdingun, buttink oder bottinge. Zusätzliche friesische Formen waren baduthing oder bedthing. Den Terminus wurde auch für einen bestimmten Steuer verwendet, den die Einwohner leisten mussten, um die Reise- und Verbleibkosten des Grafen während des Botdings zu erstatten. In der Herrlichkeit Drenthe, das zum Bistum Utrecht gehörte, hat man dafür den Terminus Batting benutzt.

## Beda
Laut einer Forschungstradition, die vor allem durch Georges Dumézil und Rudolf Simek befürwortet wurde, stehen Botding und Fimelthing in Bezug zu den beiden Göttinnen Beda und Fimmilena, die auf einem englischen Votivstein des 3. Jahrhunderts, gestiftet von Söldnern der Civitas Tuihanti, erwähnt werden. Die Götternamen sollen auf ein germanisches System von festen Rechtversammlungen (Thincsus) hinweisen, mit Sondersitzungen (Beda) und informellen Sitzungen (Fimmilena), die sich in den späteren friesischen Rechtsformen wiederfinden ließen. Der zeitliche Abstand zwischen dem römischen Zeitalter und den spätmittelalterlichen Quellen ist immerhin beträchtlich.